# Erasmo Carlos e os Tremendões
Erasmo Carlos e os Tremendões é o sexto álbum de estúdio do cantor e compositor brasileiro Erasmo Carlos, lançado em 1970. É considerado um dos discos mais importantes de sua carreira, marcando a transição entre sua fase inicial, associada à Jovem Guarda, e o período seguinte, caracterizado por letras mais reflexivas e uma sonoridade que se aproxima do soul, do samba e do tropicalismo. Tal movimento temático e estilístico é exemplificado pela faixa de maior sucesso do álbum, "Sentado à Beira do Caminho", composta com Roberto Carlos, e seria consolidado em Carlos, Erasmo (1971) e Sonhos e Memórias (1972).

## Faixas
1. "Estou Dez Anos Atrasado" (Erasmo Carlos/Roberto Carlos)
2. "Gloriosa" (Sérgio Fayne/Vítor Martins)
3. "Espuma Congelada" (Piti)
4. "Teletema" (Antônio Adolfo/Tibério Gaspar)
5. "Jeep" (H. Denis/Vítor Martins)
6. "Sentado à Beira do Caminho" (Roberto Carlos/Erasmo Carlos)
7. "Coqueiro Verde" (Roberto Carlos/Erasmo Carlos)
8. "Saudosismo" (Caetano Veloso)
9. "Aquarela Do Brasil" (Ary Barroso)
10. "A Bronca Da Galinha (Porque Viu O Galo Com Outra)" (Roberto Carlos/Erasmo Carlos)
11. "Menina" (Ângelo Antônio/Carlos Imperial/Adriano)
12. "Vou Ficar Nu Pra Chamar Sua Atenção" (Roberto Carlos/Erasmo Carlos)[7]